# М'єнго
М'єнго (ісп. Miengo) — муніципалітет в Іспанії, у складі автономної спільноти Кантабрія. Населення — 4495 осіб (2009).
Муніципалітет розташований на відстані близько 340 км на північ від Мадрида, 15 км на захід від Сантандера.
На території муніципалітету розташовані такі населені пункти: Барсена-де-Кудон, Кучія, Кудон, Горнасо, М'єнго (адміністративний центр), Могро.

## Демографія
Динаміка населення (INE ):

## Галерея зображень

Розташування муніципалітету